# Octeville-sur-Mer
Octeville-sur-Mer is een gemeente in het Franse departement Seine-Maritime (regio Normandië) en telt 4834 inwoners (1999). De plaats maakt deel uit van het arrondissement Le Havre.

## Geografie
De oppervlakte van Octeville-sur-Mer bedraagt 20,3 km², de bevolkingsdichtheid is 238,1 inwoners per km².
De onderstaande kaart toont de ligging van Octeville-sur-Mer met de belangrijkste infrastructuur en aangrenzende gemeenten.

## Demografie
Onderstaande figuur toont het verloop van het inwonertal (bron: INSEE-tellingen).